# ابراهیم کاراموکو
ابراهیم کاراموکو (انگلیسی: Ibrahim Karamoko؛ زادهٔ ۲۳ ژوئیهٔ ۲۰۰۱) بازیکن فوتبال است.
از باشگاه‌هایی که در آن بازی کرده‌است می‌توان به باشگاه فوتبال کیه‌وو ورونا اشاره کرد.